# Rio de Couros e Casal dos Bernardos
Rio de Couros e Casal dos Bernardos (llamada oficialmente União das Freguesias de Rio de Couros e Casal dos Bernardos) es una freguesia portuguesa del municipio de Ourém, distrito de Santarém.

## Historia
Fue creada el 28 de enero de 2013 en aplicación de una resolución de la Asamblea de la República de Portugal promulgada el 16 de enero de 2013 con la unión de las freguesias de Casal dos Bernardos y Rio de Couros, pasando su sede a estar situada en la antigua freguesia de Rio de Couros.

## Demografía
| Gráfica de evolución demográfica de Rio de Couros e Casal dos Bernardos entre 2011 y 2021 |
|                                                                                           |
| Datos según el nomenclátor publicado por el INE portugués.                                |